# Pipa llarga

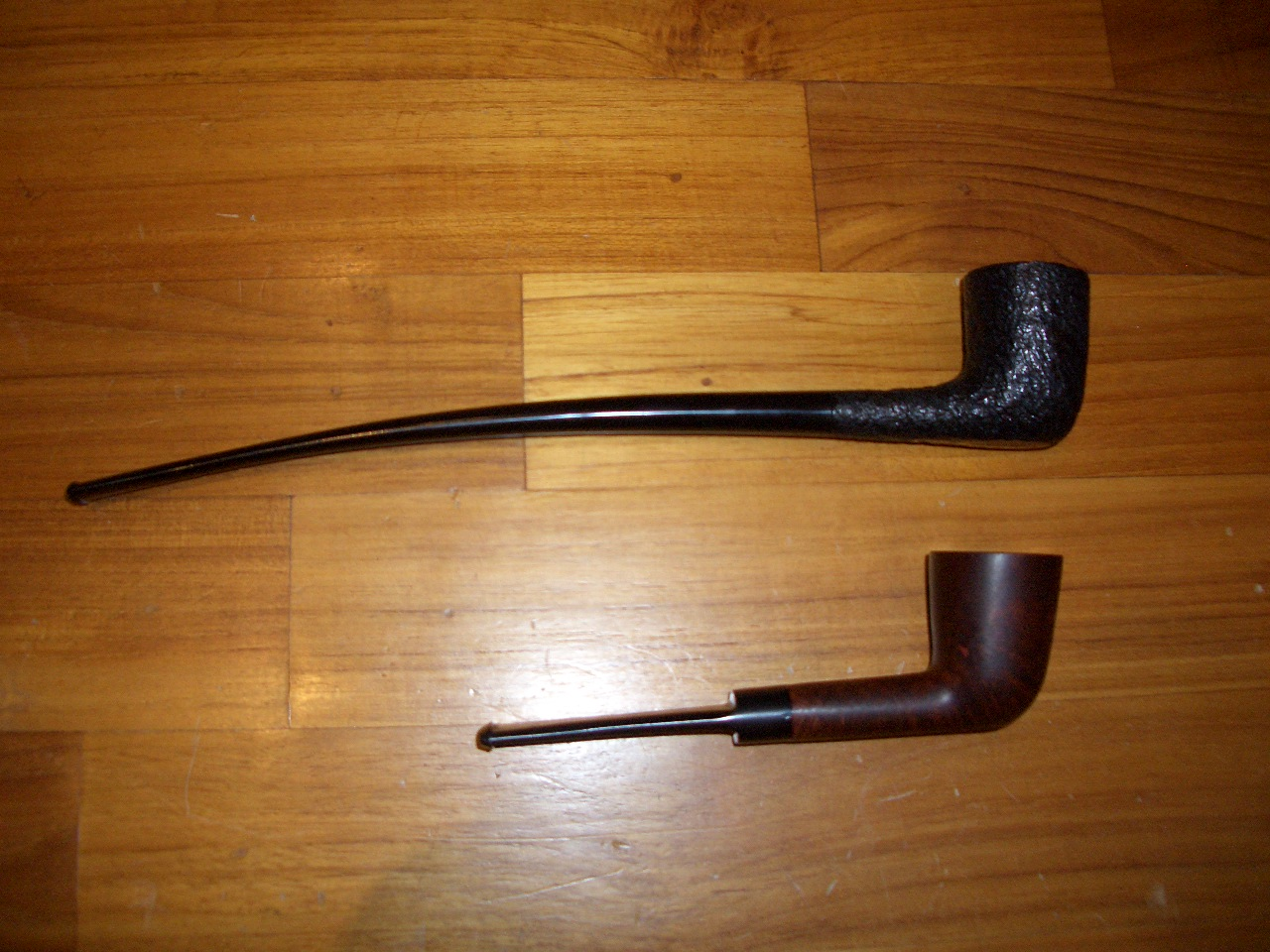
Pipa llarga Savinelli (a dalt) comparada amb una pipa curta recta (a sota)

Una pipa llarga (a vegades també anomenada de llegir per influència centreeuropea) és una pipa de fumar tabac amb una tija llarga. La història d'aquest estil de pipa es remunta a finals del segle xviii o principis del XIX. Algunes tiges poden arribar a tenir una longitud de fins a 60 cm. En alemany l'estil es coneix com a Lesepfeife, o "pipa de lectura", presumiblement perquè la tija més llarga permet una visió lliure del llibre, sense que el fum molesti els ulls del lector.
Aquestes pipes van ser molt populars a partir del segle XVII a Europa, com un efecte de la influència oriental i l'orientalisme del moment. Aquest tipus de pipa de tija llarga té els seus orígens a l'Imperi Otomà, geogràficament i històricament. Van continuar sent les més populars a l'Europa de l'Est, com a emblema dels hússars, tropes de cavalleria amb arrels a Hongria i Polònia, l'ocupació i la influència de les quals es va estendre des de Rússia fins a França i Anglaterra durant les guerres napoleòniques, que portaven les pipes com a part del seu vestit característic. Fins i tot es coneixien amb el nom de "pipa hússar" en aquell moment.
Les pipes llargues solen produir un fum més fresc a causa de la distància que ha de recórrer el fum des de la tassa fins a l'embocadura. Tenen l'avantatge addicional de mantenir la cara de l'usuari més allunyada de la calor i el fum produïts per la combustió al bol. També són més propenses a trencar-se ja que es fa més pressió sobre l'encaix de pipeta i tija, que acostumen a ser de materials diferents, quan el tub es recolza al voltant de la boquilla. Antigament, les pipes llargues eren de ceràmica. Havien estat freqüents a les tavernes i, de vegades, un conjunt de pipes eren propietat de l'establiment i eren utilitzades per diferents clients, com altres articles del servei (plats, tasses, etc.).
Les pipes llargues també es van utilitzar a les tavernes durant l'era pionera a Amèrica del Nord. Molts trossos d'argila d'aquestes pipes han estat trobats pels arqueòlegs, donant lloc al mite que les llargues tiges de les pipes d'argila serien trencades per qüestions higièniques per al següent client de la taverna o saló que volgués fumar. Tot i això, no hi ha proves que avalin aquesta afirmació. De fet, les pipes es netejaven col·locant-les a bressols de ferro i cuinant-les al forn. Es poden veure exemples d'aquestes pipes d'argila al museu d'història de Fort Osage, a Missouri.
En anglès, les pipes llargues reben el nom de churchwarden (guardià nocturn d'església) en un moment en què les esglésies mai no tancaven les portes. No es podia esperar que aquests guardians passessin tota la nit sense fumar, de manera que tenien pipa fetes amb tiges excepcionalment llargues perquè el fum i la pipa no estiguessin a la seva línia de visió mentre vigilaven.
Les pipes llargues van experimentar un augment de popularitat després del llançament de la trilogia cinematogràfica El senyor dels anells el 2001, ja que molts dels personatges les fumen.